# Sweety
Le Sweety sono un duo mandopop formatosi a Taiwan; il gruppo consiste di Esther Liu (caratteri cinesi: 劉品言; pinyin: Liú Pǐnyán; colloquialmente conosciuta come 言言 Yan Yan) (nata l'8 agosto 1988) e Joanne Tseng (talvolta il suo nome viene traslitterato come Joanne Zeng o Joanne Zheng; caratteri cinesi: 曾之喬; pinyin: Zēng Zhīqiáo; colloquialmente conosciuta come 喬喬 Qiao Qiao) (nata il 17 novembre 1988).
Fino al 2006, le Sweety hanno pubblicato tre album in studio e due colonne sonore. Il duo è stato formato nel 2003, quando Esther e Joanne avevano solo 14 anni.
Entrambi i membri del gruppo sono anche attrici. Esther Liu ha recitato come protagonista femminile nei drama Green Forest, My Home (綠光森林 Lǜ Guāng Sēn Lín) con Leon Jay Williams ed Ethan Ruan, e The Magicians of Love (愛情魔髮師 Ài Qíng Mó Fǎ Shī), nel quale ha diviso il ruolo di protagonista con Joanne.

## Discografia
| Hi! Sweety (pubblicato l'8 gennaio 2003)                               |
| 17 Years Old, Not Delicate (17歲不溫柔) (pubblicato il 17 giugno 2005) |
| Sweet Talk Vol. 3 (花言喬語) (pubblicato il 23 giugno 2006)            |

### Colonne sonore
| We'll Go on the Stage (pubblicato il 14 febbraio 2003)               |
| Green Forest, My Home (綠光森林 Lǜ Guāng Sēn Lín) (9 settembre 2005) |

### Programmi televisivi
Power Rangers: Wild force 2002 - Gemma il ranger del delfino blu
Westside Story (西街少年) 2003 - Esther (言言)
Top on the Forbidden City (紫禁之巅) 2004 - Joanne (喬喬)
Xian Jian Qi Xia Zhuan aka Chinese Paladin (仙劍奇俠傳) 2004 - Esther (言言) & Joanne (喬喬) come ospiti
Mr. Fighting (格鬥天王) 2005 - Joanne (喬喬) and Esther (言言)
Green Forest, My Home (綠光森林)  2005 - Esther (言言)
The Magicians of Love (愛情魔髮師) 2006 - Joanne (喬喬) ed Esther (言言)
Mean Girl Ah Chu (惡女阿楚) 2007 - Joanne (喬喬)
The Sun's Daughter (太陽的女兒) 2007 - Joanne (喬喬) come ospite
Liao Zhai 2 - Fen Die (聊斋2-粉蝶) 2007 - Esther (言言)
Dreams Link (又見一簾幽夢) 2007 - Joanne (喬喬)
Ai Qing, Liang Hao San Huai (愛情，兩好三壞) 2007 - Joanne (喬喬)
Love Buffet (愛似百匯) 2009 - Joanne (喬喬)